# Szlovén nyelv
A szlovén nyelv (szlovénül: slovenski jezik vagy slovenščina) az indoeurópai nyelvcsalád szláv ágának délszláv nyelvcsoportjához tartozik, annak is a nyugati alcsoportjához. Legközelebbi rokonai a horvát, a bosnyák, a szerb és a montenegrói nyelv; de ezektől lényegesen jobban különbözik, mint ahogy azok egymástól. Körülbelül kétmillióan beszélik, túlnyomórészük az anyaországban, valamint Ausztriában (Karintiában), Olaszországban (Friuli határ menti területein és Trieszt környékén), valamint Magyarországon Szentgotthárd környékén. Van két változata amely egyesek szerint bír nyelvi normával, az egyik a vend nyelv, amit Magyarországon is beszélnek, a másik a réziai nyelv, amelyet az olaszországi szlovén kisebbség egy része használ. (Lásd Fran Ramovš nyelvjárási térképét.)
A nyelv Szlovéniában hivatalos nyelv, ezen kívül az Európai Unió egyik hivatalos nyelve is.

## A szlovén ábécé
A szlovén nyelvet a latin ábécé betűivel írják.
A betűk: A, B, C, Č, D, E, F, G, H, I, J, K, L, M, N, O, P, R, S, Š, T, U, V, Z, Ž
A betűk nevei: a, be, ce, če, de, e, fe, ge, he, i, je, ke, le, me, ne, o, pe, re, se, še, te, u, ve, ze, že (a mássalhangzók neveiben az e-t elmosódott ö-vel [ə] ejtik.)

## A kiejtés

### Hangsúly
A szlovén nyelvben a hangsúly szabad, azaz bármelyik szótagra eshet. A helyesírásban a hangsúlyt nem jelölik, nyelvészeti témájú, illetve oktatási anyagokban azonban használják a következő jelöléseket:
- éles ékezet: hangsúlyos hosszú zárt magánhangzók (á, é, í, ó, ú)
- kúpos ékezet: hangsúlyos hosszú nyílt magánhangzók (ê, ô)
- tompa ékezet: hangsúlyos rövid nyílt magánhangzók (à, è, ì, ò, ù)
- ékezet nélkül: hangsúlytalan magánhangzók (a, e, i, o, u)

### Magánhangzók
A magánhangzók lehetnek rövidek és hosszúak is. Hosszú magánhangzó csak hangsúlyos szótagban fordul elő.
- a – hosszan mint a magyar á [a:], röviden ennek rövid változata (palócos a) [a]: hvala ['xva:la]
- e – kiejtése többféle lehet:
  - hosszan, mint a magyar é (zárt; é) [e:]: cesta ['ʦe:sta]
  - hosszan, mint egy hosszú magyar e (népies ēre – erre; nyílt; ê) [ɛ:] ena ['ɛ:na]
  - általában hangsúlytalanul, utolsó szótagban ö-szerű hang (schwa), ez általában ragozás közben kiesik (e) [ə]: pes [pəs]
  - hangsúlytalanul, mint a magyar e [ɛ]: ure ['u:rɛ]
- i – mint a magyar í, i hangok [i:], [i]: živijo ['ʒi:vijɔ]
- o – kiejtése többféle lehet:
  - hosszan, mint a magyar ó (zárt; ó) [o:]: pošta ['po:ʃta]
  - hosszan, mint az angol law-ban az aw (nyílt; ô) [ɔ:]: ona ['ɔ:na]
  - hangsúlytalanul, mint az angol hot-ban [ɔ]: pozor [pɔ'zɔ:r]
- u – mint a magyar ú, u hangok [u:], [u]: suša ['su:ʃa], kruh [krux]

### Mássalhangzók
A b, c, d, f, g, j, k, p, t, z betűket ugyanúgy ejtjük, mint a magyarban: beda ['be:da], cula ['ʦu:la], delo ['de:lɔ], figa ['fi:ga], goba ['go:ba], jeza ['je:za], kolo [kɔ'lo:], pipa ['pi:pa], teta ['tɛ:ta], zima ['zi:ma].
A többi betű kiejtése:
- č – mint a magyar cs [t͡ʃ]: čelo ['t͡ʃɛ:lɔ]
- dz – mint a magyar dz [d͡z]: odzivi [ɔ'd͡zi:vi]
- dž – mint a magyar dzs [d͡ʒ]: džungla ['d͡ʒu:ŋgla]
- h – mint az technika h-ja [x]: hiša ['xi:ʃa]
- l – mássalhangzók előtt, szó végén rövid u-nak ejtjük [w], máskor (és a múlt idő jeleként mindig) mint a magyar l [l]: žal [ʒa:w], leto ['le:tɔ]
- m – f, v előtt kissé ajakkal képzett [ɱ], máskor mint a magyar m [m]: simfonija [siɱfɔ'ni:ja]
- n – k, g előtt mint a leng n-je [ŋ], máskor mint magyar n [n]: banka ['ba:ŋka]
- r – mássalhangzók előtt, között előtte egy ö-szerű hangot ejtünk [ər], máskor mint a magyar r [r]: rdeča [ər'de:t͡ʃa], riba ['ri:ba]
- s – magyar sz [s]: soba ['sɔ:ba]
- š – magyar s [ʃ]: šoba ['ʃo:ba]
- v – mássalhangzók előtt, szó végén rövid u-nak ejtjük [w], máskor mint a magyar v [v]: cerkev ['ʦe:rkɛw], voda ['vɔ:da]
- ž – magyar zs [ʒ]: žoga ['ʒo:ga]

Az dj, lj, nj, tj kapcsolatokat mindig különálló betűkként ejtjük ([d], [l], [n], [t] + [j]), de mássalhangzók előtt és szó végén a j-t általában nem ejtik: Ljubljana [ljub'lja:na], kranjski ['kra:nski].
Zöngés mássalhangzók zöngétlen mássalhangzók előtt és szó végén zöngétlenednek: dež [de:ʃ].
Zöngétlen mássalhangzók zöngés mássalhangzók előtt zöngésednek: glasba ['gla:zba].

## Nyelvtan

### A kettes szám
Az indoeurópai nyelvek közül a szlovén az egyike azon kevés nyelvnek, amelyek megőrizték a kettes számot. Tehát figyelni kell, hogy ha két személyről van szó, akkor mindig a kettes számot kell használni, nem a többes számot, mint más nyelvekben.

### A névelő
A szlovénban nincs sem határozott, sem határozatlan névelő: To je hiša. – Ez ház. – Ez egy ház. – Ez a ház.

### A főnév
A szlovénben három nemet – hím-, nő- és semlegesnemet – különböztetünk meg. A szótárakban a főnevek egyes számú alany- és birtokos esetét találjuk, melyekből megállapíthatjuk a főnév nemét, és egyúttal az alkalmazandó ragozási típust is.
A szlovén főnévnek hat esete van: alanyeset (A), birtokos eset (B), részes eset (R), tárgyeset (T), elöljárós eset (locativus – L), eszközhatározós eset (E). Megjegyzendő, hogy élettelen főnév esetén az tárgyeset egyes számban megegyezik az alanyesettel, élő főnév esetén pedig a birtokos esettel.

#### A hímnemű főnevek ragozása
Példa: korak [kɔˈraːk] lépés (a hangsúly a ragozás során nem változik)
|   | Egyes szám (I) | Kettes szám (II) | Többes szám (X) |
| - | -------------- | ---------------- | --------------- |
| A | korak          | koraka           | koraki          |
| B | koraka         | korakov          | korakov         |
| R | koraku         | korakoma         | korakom         |
| T | korak          | koraka           | korake          |
| L | koraku         | korakih          | korakih         |
| E | korakom        | korakoma         | koraki          |

Azok a hímnemű főnevek, amelyek a -c, -č, -dž, -j, -š, -ž-re végződnek, a névszóragozás közben minden -o- toldalékrész -e--re változik.
Példa: mesec [ˈmeːsɛʦ] hónap (a hangsúly a ragozás során nem változik)
|   | Egyes szám (I) | Kettes szám (II) | Többes szám (X) |
| - | -------------- | ---------------- | --------------- |
| A | mesec          | meseca           | meseci          |
| B | meseca         | mesecev          | mesecev         |
| R | mesecu         | mesecema         | mesecem         |
| T | mesec          | meseca           | meseci          |
| L | mesecu         | mesecih          | mesecih         |
| E | mesecem        | mesecema         | meseci          |

Számos olyan hímnemű főnevet találhatunk, amelynek utolsó mássalhangzóját megelőző magánhangzója félhangzó, az e-vel írt [ə] hang. Ez a hang a ragozás közben kiesik, tehát csak alanyesetben (illetve élettelennél tárgyesetben) látható.
Példa: zvezek [ˈzveːzək] füzet (a hangsúly a ragozás során nem változik)
|   | Egyes szám (I) | Kettes szám (II) | Többes szám (X) |
| - | -------------- | ---------------- | --------------- |
| A | zvezek         | zvezka           | zvezki          |
| B | zvezka         | zvezkov          | zvezkov         |
| R | zvezku         | zvezkoma         | zvezkom         |
| T | zvezek         | zvezka           | zvezki          |
| L | zvezku         | zvezkih          | zvezkih         |
| E | zvezkom        | zvezkoma         | zvezki          |

A -r tövű, két- vagy több szótagú szavak a ragozás során egy -j- hanggal bővülnek, és egyúttal végbemegy az -o- → -e- csere is. Ez a bővülés elmarad, ha az -r előtti hang az [ə], és ragozás közben kiesik. Ezek a szavak az előzőekben említett módszer szerint ragozódnak.
Példa: natakar [naˈtaːkar] pincér (a hangsúly a ragozás során nem változik)
|   | Egyes szám (I) | Kettes szám (II) | Többes szám (X) |
| - | -------------- | ---------------- | --------------- |
| A | natakar        | natakarja        | natakarji       |
| B | natakarja      | natakarjev       | natakarjev      |
| R | natakarju      | natakarjema      | natakarjem      |
| T | natakarja      | natakarja        | natakarje       |
| L | natakarju      | natakarjih       | natakarjih      |
| E | natakarjem     | natakarjema      | natakarji       |

#### Magánhangzóra végződő hímnemű főnevek ragozása
Ezek a főnevek úgy ragozódnak, mint a nőnemű főnevek. Az előttük álló melléknevek, névmások azonban hímneműek maradnak.
Példa: sluga [ˈsluːga] szolga (a hangsúly a ragozás során nem változik)
|   | Egyes szám (I) | Kettes szám (II) | Többes szám (X) |
| - | -------------- | ---------------- | --------------- |
| A | sluga          | slugi            | sluge           |
| B | sluge          | slug             | slug            |
| R | slugi          | slugama          | slugam          |
| T | slugo          | slugi            | sluge           |
| L | slugi          | slugah           | slugah          |
| E | slugo          | slugama          | slugami         |

Egyes szavak (főként a véghangsúlyosak) bővülhetnek -j- hanggal, pl: bife, viski, avto stb.

#### Nőnemű főnevek ragozása
A nőnemű főnevek általában -a-ra végződnek és birtokos esetük -e.
Példa: hiša [ˈxiːʃa] ház (a hangsúly a ragozás során nem változik)
|   | Egyes szám (I) | Kettes szám (II) | Többes szám (X) |
| - | -------------- | ---------------- | --------------- |
| A | hiša           | hiši             | hiše            |
| B | hiše           | hiš              | hiš             |
| R | hiši           | hišama           | hišam           |
| T | hišo           | hiši             | hiše            |
| L | hiši           | hišah            | hišah           |
| E | hišo           | hišama           | hišami          |

Vannak olyan nőnemű szavak, amelyek mássalhangzóra végződnek. Ezek birtokos esetben -i végződésűek. Minden -ost végű főnév így ragozódik!
Példa: pomlad [pɔmˈlaːt] tavasz (a hangsúly a ragozás során nem változik)
|   | Egyes szám (I) | Kettes szám (II) | Többes szám (X) |
| - | -------------- | ---------------- | --------------- |
| A | pomlad         | pomladi          | pomladi         |
| B | pomladi        | pomladi          | pomladi         |
| R | pomladi        | pomladima        | pomladim        |
| T | pomlad         | pomladi          | pomladi         |
| L | pomladi        | pomladih         | pomladih        |
| E | pomladjo       | pomladima        | pomladimi       |

Példa: jed [jeːt] étel (a hangsúly a ragozás során változik, csak E. 1., 3., 4., 5.-ben marad a tőn, a többi esetben a rag hangsúlyos)
|   | Egyes szám (I) | Kettes szám (II) | Többes szám (X) |
| - | -------------- | ---------------- | --------------- |
| A | jed            | jedi             | jedi            |
| B | jedi           | jedi             | jedi            |
| R | jedi           | jedema           | jedem           |
| T | jed            | jedi             | jedi            |
| L | jedi           | jedeh            | jedeh           |
| E | jedjo          | jedema           | jedmi           |

Számos nőnemű főnév hangsúlytalan -ev szótagra végződik, melyből ragozás során az -e- eltűnik (hangkivetés).
Példa: pesnitev [pɛsˈniːtəw] költemény (a hangsúly a ragozás során nem változik)
|   | Egyes szám (I) | Kettes szám (II) | Többes szám (X) |
| - | -------------- | ---------------- | --------------- |
| A | pesnitev       | pesnitvi         | pesnitve        |
| B | pesnitve       | pesnitev         | pesnitev        |
| R | pesnitvi       | pesnitvama       | pesnitvam       |
| T | pesnitev       | pesnitvi         | pesnitve        |
| L | pesnitvi       | pesnitvah        | pesnitvah       |
| E | pesnitvijo     | pesnitvama       | pesnitvami      |

#### Semlegesnemű főnevek ragozása
Ezek a főnevek -o-ra, vagy -e-re végződnek. Az -e-re végződő szavak esetében ragozás közben az -o- ragrész -e--re változik.
Példa: mesto [ˈmeːstɔ] város (a hangsúly a ragozás során nem változik)
|   | Egyes szám (I) | Kettes szám (II) | Többes szám (X) |
| - | -------------- | ---------------- | --------------- |
| A | mesto          | mesti            | mesta           |
| B | mesta          | mest             | mest            |
| R | mestu          | mestoma          | mestom          |
| T | mesto          | mesti            | mesta           |
| L | mestu          | mestih           | mestih          |
| E | mestom         | mestoma          | mesti           |

Egyes szavak ragozás közben egyes szám alany és tárgyeset kivételével -t-, -n-, -s- hangokkal bővülnek, valamint a bővült hang előtti szótagra ugrik a hangsúly.
Példák: tele [ˈtɛːlɛ] borjú; breme [ˈbrɛːmɛ] teher; telo [tɛˈloː] test
|   | Egyes szám (I)             | Kettes szám (II)              | Többes szám (X)            |
| - | -------------------------- | ----------------------------- | -------------------------- |
| A | tele; breme; telo          | teleti; bremeni; telesi       | teleta; bremena; telesa    |
| B | teleta; bremena; telesa    | tele; breme; telo             | tele; breme; telo          |
| R | teletu; bremenu; telesu    | teletoma; bremenoma; telesoma | teletom; bremenom; telesom |
| T | tele; breme; telo          | teleti; bremeni; telesi       | teleta; bremena; telesa    |
| L | teletu; bremenu; telesu    | teletih; bremenih; telesih    | teletih; bremenih; telesih |
| E | teletom; bremenom; telesom | teletoma; bremenoma; telesoma | teleti; bremeni; telesi    |

### Névmások

#### Személyes névmások
|   | Egyes szám (I)         | Kettes szám (II)  | Többes szám (X) |
| - | ---------------------- | ----------------- | --------------- |
| A | jaz [a]                | midva [iː]        | mi [iː]         |
| B | mene [ɛː] (me)         | naju [aː] (naju)  | nas [a] (nas)   |
| R | meni [ɛː] (mi)         | nama [aː] (nama)  | nam [a] (nam)   |
| T | mene [ɛː] (me)         | naju [aː] (naju)  | nas [a] (nas)   |
| L | meni [ɛː]              | naju [aː]         | nas [a]         |
| E | menoj / mano [oː]/[aː] | nama [aː]         | nami [aː]       |
|   |                        |                   |                 |
| A | ti [iː]                | vidva [iː]        | vi [iː]         |
| B | tebe [ɛː] (te)         | vaju [aː] (vaju)  | vas [a] (vas)   |
| R | tebi [ɛː] (ti)         | vama [aː] (vama)  | vam [a] (vam)   |
| T | tebe [ɛː] (te)         | vaju [aː] (vaju)  | vas [a] (vas)   |
| L | tebi [ɛː]              | vaju [aː]         | vas [a]         |
| E | teboj / tabo [oː]/[aː] | vama [aː]         | vami [aː]       |
|   |                        |                   |                 |
| A | on [ɔ]                 | onadva [ɔː]       | oni [ɔː]        |
| B | njega [ɛː] (ga)        | njiju [iː] (ju)   | njih [i] (jih)  |
| R | njemu [ɛː] (mu)        | njima [iː] (jima) | njim [i] (jim)  |
| T | njega [ɛː] (ga)        | njiju [iː] (ju)   | njih [i] (jih)  |
| L | njem [ɛː]              | njiju [iː]        | njih [i]        |
| E | njim [iː]              | njima [iː]        | njimi [iː]      |

#### Visszaható névmás
A visszaható névmásnak nincs alanyesetű alakja: –, sebe [ɛː] (se), sebi [ɛː] (si), sebe [ɛː] (se), sebi [ɛː], sebeoj / sabo [oː]/[aː] (magam…). A zárójelben a hangsúlytalan alakok láthatók. A hangsúlytalan se visszaható igéket alkot: česati – česati se [aː] (fésül – fésülködik).

#### Kérdő névmások
- kdo? – koga?, komu?, koga?, kom?, kom? (mind [oː]) – (ki?)
- kaj? [aː] – česa? [eː], čemu? [eː], kaj [aː], čem? [eː], čim? [iː] – (mi?)

#### Vonatkozó névmások
- kdor – kogar, komur, kogar, komer, komer (mind [oː]) – (aki)
- kar? [a] – česar [eː], čemur [eː], kar [a], čemer [eː], čimer [iː] – (ami)

#### Mutató névmások
A mutató névmások a következők: ta [taː] (ez), tisti [ˈtiːsti] (az), ono [ˈɔːnɔ] (ő, az) (a hangsúly nem változik, a szótőn marad)
|   | Egyes szám (I)          | Kettes szám (II)    | Többes szám (X)     |
| - | ----------------------- | ------------------- | ------------------- |
| A | ta, ta, to              | ta, ti, ti          | ti, te, ta          |
| B | tega, te, tega          | teh                 | teh                 |
| R | temu, tej, temu         | tema                | tem                 |
| T | ta, to, to              | ta, ti, ti          | te, te, ta          |
| L | tem, tej, tem           | teh                 | teh                 |
| E | tem, to, tem            | tema                | temi                |
|   |                         |                     |                     |
| A | tisti, tista, tisto     | tista, tisti, tisti | tisti, tiste, tista |
| B | tistega, tiste, tistega | tistih              | tistih              |
| R | tistemu, tisti, tistemu | tistima             | tistim              |
| T | tisti, tisto, tisto     | tista, tisti, tisti | tiste, tiste, tista |
| L | tistem, tisti, tistem   | tistih              | tistih              |
| E | tistim, tisto, tistim   | tistima             | tistimi             |
|   |                         |                     |                     |
| A | oni, ona, ono           | ona, oni, oni       | oni, one, ona       |
| B | onega, one, onega       | onih                | onih                |
| R | onemu, oni, onemu       | onima               | onim                |
| T | oni, ono, ono           | ona, oni, oni       | one, one, ona       |
| L | onem, oni, onem         | onih                | onih                |
| E | onim, ono, onim         | onima               | onimi               |

### Melléknév
Általában a jelzők szerepét töltik be. Három nemük van, illeszkednek a jelzett szó neméhez.
Melléknévként ragozódnak:
- az en/eden [ɛn]/[ˈɛːdən] tőszámnév;
- a sorszámnevek;
- a birtokos melléknevek;
- a melléknévi névmások

Példa: lep, -a, -o [leːp]/[ˈleːpa]/[ˈleːpɔ] szép (a hangsúly a ragozás során nem változik)

#### Hímnemű melléknevek ragozása
Hímnemű főnevek előtt állnak.
|   | Egyes szám (I) | Kettes szám (II) | Többes szám (X) |
| - | -------------- | ---------------- | --------------- |
| A | lep            | lepa             | lepi            |
| B | lepega         | lepih            | lepih           |
| R | lepemu         | lepima           | lepim           |
| T | lep            | lepa             | lepe            |
| L | lepem          | lepih            | lepih           |
| E | lepim          | lepima           | lepimi          |

#### Nőnemű melléknevek ragozása
Nőnemű főnevek előtt állnak.
|   | Egyes szám (I) | Kettes szám (II) | Többes szám (X) |
| - | -------------- | ---------------- | --------------- |
| A | lepa           | lepi             | lepe            |
| B | lepe           | lepih            | lepih           |
| R | lepi           | lepima           | lepim           |
| T | lepo           | lepi             | lepe            |
| L | lepi           | lepih            | lepih           |
| E | lepo           | lepima           | lepimi          |

#### Semlegesnemű melléknevek ragozása
Semlegesnemű főnevek előtt állnak.
|   | Egyes szám (I) | Kettes szám (II) | Többes szám (X) |
| - | -------------- | ---------------- | --------------- |
| A | lepo           | lepi             | lepa            |
| B | lepega         | lepih            | lepih           |
| R | lepemu         | lepima           | lepim           |
| T | lepo           | lepi             | lepi            |
| L | lepem          | lepih            | lepih           |
| E | lepim          | lepima           | lepimi          |

### Számnevek

#### Tőszámnevek
A tőszámnevek közül az en/ena/eno – eden/ena/eno a melléknevek mintájára ragozódik.
|   | 2          | 2          | 3          | 3          | 4            | 4            | 5           |
| - | ---------- | ---------- | ---------- | ---------- | ------------ | ------------ | ----------- |
| A | dva [aː]   | dve [eː]   | trije [iː] | tri [iː]   | štirje [iː]  | štiri [iː]   | pet [eː]    |
| B | dveh [eː]  | dveh [eː]  | treh [eː]  | treh [eː]  | štirih [iː]  | štirih [iː]  | petih [ɛː]  |
| R | dvema [eː] | dvema [eː] | trem [eː]  | trem [eː]  | štirim [iː]  | štirim [iː]  | petim [ɛː]  |
| T | dva [aː]   | dve [eː]   | tri [iː]   | tri [iː]   | štiri [iː]   | štiri [iː]   | pet [eː]    |
| L | dveh [eː]  | dveh [eː]  | treh [eː]  | treh [eː]  | štirih [iː]  | štirih [iː]  | petih [ɛː]  |
| E | dvema [eː] | dvema [eː] | tremi [eː] | tremi [eː] | štirimi [iː] | štirimi [iː] | petimi [ɛː] |

Az oba/obe a dva/dve mintájára ragozódik.
6-tól 99-ig a számnevek a pet mintájára ragozódnak.

#### Sorszámnevek
A sorszámnevek a melléknevek mintájára ragozódnak.
A semlegesnemű alakok mind -o-ra végződnek a tretje kivételével.

### Az ige

#### A létige ragozása
A szlovén létige a biti [ˈbiːti] (lenni).
|    | Egyes szám (I) | Kettes szám (II) | Többes szám (X) |
| -- | -------------- | ---------------- | --------------- |
| 1. | sem [sɛm]      | sva [sva]        | smo [smɔ]       |
| 2. | si [si]        | sta [sta]        | ste [stɛ]       |
| 3. | je [jɛ]        | sta [sta]        | so [sɔ]         |

|    | Egyes szám (I)                                 | Kettes szám (II)                                   | Többes szám (X)                                   |
| -- | ---------------------------------------------- | -------------------------------------------------- | ------------------------------------------------- |
| 1. | sem bil/bila/bilo [sɛm] [biːw]/[biˈla]/[biˈlɔ] | sva bila/bili/bili [sva] [biˈla]/[biˈliː]/[biˈliː] | smo bili/bile/bila [smɔ] [biˈliː]/[biˈlɛ]/[biˈla] |
| 2. | si bil/bila/bilo [si] [biːw]/[biˈla]/[biˈlɔ]   | sta bila/bili/bili [sta] [biˈla]/[biˈliː]/[biˈliː] | ste bili/bile/bila [stɛ] [biˈliː]/[biˈlɛ]/[biˈla] |
| 3. | je bil/bila/bilo [jɛ] [biːw]/[biˈla]/[biˈlɔ]   | sta bila/bili/bili [sta] [biˈla]/[biˈliː]/[biˈliː] | so bili/bile/bila [sɔ] [biˈliː]/[biˈlɛ]/[biˈla]   |

|    | Egyes szám (I) | Kettes szám (II) | Többes szám (X) |
| -- | -------------- | ---------------- | --------------- |
| 1. | bom [boːm]     | bova [ˈboːva]    | bomo [ˈboːmɔ]   |
| 2. | boš [boːʃ]     | bosta [ˈboːsta]  | boste [ˈboːstɛ] |
| 3. | bo [boː]       | bosta [ˈboːsta]  | bodo [ˈboːdɔ]   |

#### A szabályos igék jelen idejű ragozása
A szlovén igék ragozása a főnévi igenévből indul ki. Ennek jele általában a -ti szótag, ami mindig hangsúlytalan. Ezt a szótagot elhagyva kapjuk meg az ige tövét. A megmaradó magánhangzót nevezzük az ige tőhangzójának, ehhez kapcsolódnak a személyragok (-m, -š, – | va, -ta, -ta | -mo, -te, -jo), melyek mindig hangsúlytalanok. Példák:
- delati [ˈdeːlati] (dolgozni): delam, delaš, dela – delava, delata, delata – delamo, delate, delajo
- piti [ˈpiːti] (inni): pijem, piješ, pije – pijeva, pijeta, pijeta – pijemo, pijete, pijejo
- dati [ˈdaːti] (adni): dam, daš, da – dava, dasta, dasta – damo, daste, dajo

#### Az igék múlt idejű melléknévi igeneve
Úgy képezzük, hogy a főnévi igenév -ti képzőjét -l-re cseréljük ha a tő magánhangzóra végződik, ha mássalhangzóra, akkor pedig -el-re ([ə]!); nőnemben és semlegesnemben még kap egy -a ill. -o végződést is…. Példák:
- delati – delal/delala/delalo
- piti – pijel/pijela/pijelo
- dati – dal/dala/dalo
- nesti [ɛː] – nesel/nesla/neslo [eː]

Rendhagyó képzésűek:
- jesti – jedel/jedla/jedlo (mind [eː])
- krasti – kradel/kradla/kradlo (mind [aː])
- peči [ɛː] – pekel/pekla/peklo [eː]

#### Az igék múlt ideje
A múlt idő a szlovénben összetett igealak: a főige múlt idejű melléknévi igenevéből és a létige jelen idejű alakjából áll össze. Példa:
- delati: delal sem, delal si, delal je – delala sva, delala sta, delala sta – delali smo, delali ste, delali so

#### Az igék jövő ideje
A jövő idő a szlovénben összetett igealak: a főige múlt idejű melléknévi igenevéből és a létige jövő idejű alakjából áll össze. Példa:
- delati: delal bom, delal boš, delal bo – delala bova, delal bosta, delal bosta – delali bomo, delali boste, delali bodo

#### Az ige jelen idejű feltételes módja
A jelen idejű feltételes mód a szlovénben összetett igealak: a bi szócskából és a főige múlt idejű melléknévi igenevéből áll össze. Példa:
- delati: bi delal/delala/delalo (mindhárom személyben) – bi delala/delali/delali (mindhárom személyben) – bi delali/delale/delala (mindhárom személyben)

#### Az ige múlt idejű feltételes módja
A múlt idejű feltételes mód a szlovénben összetett igealak: a bi szócskából, a bil/bila/bilo szócskából és a főige múlt idejű melléknévi igenevéből áll össze. Példa:
- delati: bi bil/bila/bilo delal/delala/delalo (mindhárom személyben) – bi bil/bila/bilo delala/delali/delali (mindhárom személyben) – bi bil/bila/bilo delali/delale/delala (mindhárom személyben)

#### Az ige felszólító módja
Az ige Esz. 1. sz.-től függően képezzük a felszólító módú alakokat.
- -am tövűeknek -aj: odgovarjati – odgovarjam – odgovarjaj!
- -ujem tövűeknél -uj: kupiti – kupujem – kupuj!
- -im, -em tövűeknél -i: sumiti – sumim – sumi!, razumeti – razumem – razumi!
- -jem, -m tövűeknél -j: piti – pijem – pij!, dati – dam – daj!

#### A folyamatos melléknévi igenév
Ezt az igealakot az ige jelen idejű tövéből képezzük:
- plavati – plavam – plavajoč ([aː] – [aː] – [oː]) úszó
- hvaliti – hvalim – hvaleč ([iː] – [aː] – [ɛ]) dicsérő
- piti – pijem – pijoč ([iː] – [iː] – [oː]) ivó
- pisati – pišem – pišoč ([iː] – [iː] – [oː]) író
- jesti – jem – jedoč ([eː] – [eː] – [oː]) étkező

#### A befejezett melléknévi igenév
Ezt az igealakot a főnévi igenév tövéből képezzük:
- -ati-ra végződők: obdelati – obdelan ([eː] – [eː]) feldolgozott
- -eti-re végződők: želeti – želen ([eː] – [ɛ]) kívánt
- -iti-re végződők: obkrožiti – obkrožen ([iː] – [oː]) körülzárt
- más magánhangzó + -ti-re végződők: segniti – segnit ([iː] – [iː]) elrothadt
- mássalhangzó + -ti-re végződők: pretresti – pretresen ([eː] – [eː]) megrendített

#### A szenvedő szerkezet
Képzésekor a befejezett melléknévi igenevet használjuk.

#### A szupinum[2]
A főnévi igenévből képezzük, annak végső -i-jének elhagyásával: piti – pit, amikor az állítmány mozgást fejez ki. Magyarra célhatározói szerepű főnévi igenévvel fordíthatjuk.
Želim spati. – Szeretnék aludni.

### Az elöljárószó
Az elöljárószók mindig valamilyen esetet vonzanak:
- Birtokos esettel: brez, blizu, do, iz, izmed, mimo, namesto, nasproti, od, okoli, okrog, prek(o), razen, s, sredi, z, zaradi, zraven
- Részes esettel: h, k, kljub, nasproti, proti
- Tárgyesettel: čez, med, na, nad, ob, pred, po, pod, skozi, v, za, zoper
- Lokatívusszal: na, o, ob, po, pri, v
- Eszközhatározós esettel: med, nad, pod, pred, s, z, za

## Példaszöveg
Vsi ljudje se rodijo svobodni in imajo enako dostojanstvo in enake pravice. Obdarjeni so z razumom in vestjo in bi morali ravnati drug z drugim kakor bratje.
Minden emberi lény szabadon születik és egyenlő méltósága és joga van. Az emberek, ésszel és lelkiismerettel bírván, egymással szemben testvéri szellemben kell hogy viseltessenek.

## Dialektusok
A szlovén nyelv több mint hetven dialektusra oszlik amelyek az Alpok, a Dinári-hegység és a pannon dombság vidékein találhatók, de csak 48 nyelvjárás, ami alaposabban ismert. Két dialektus, amely ezen régió két szélén található, gyakorlatilag önállósult a szlovéntől, mivel nyelvi jegyeik nagy fokú különbséget mutatnak.
A szlovén dialektus csoportok az alábbiak:
- Dolenjskai
- Gorenjskai
- Karintiai (szlovénül Koroškai)
- Tengermelléki (szlovénül Primorskai)
- Stájer (szlovénül Štajerskói)
- Pannon
- Rovtarskai
- Kočevski

### Vend
A vend (prekmurščina, prekmürščina) a legnagyobb dialektusa a pannon csoportnak. A 19–20. században vita tárgya volt, hogy tekinthető-e a szlovén nyelv részének. A két világháború között a magyar revíziós szellemű történetírás hamis és tudománytalan elméletekkel próbálta meg a szláv nyelvektől elvonatkoztatni. Ma is vitatkoznak a vend nyelvi, vagy nyelvjárási jellegét illetően, olyanképpen, hogy tekinthető-e második szlovén nyelvi normának.
A vendnek a szlovéntól jóval eltérőbb szókészlete, kiejtése és ragozása van, sőt rendelkezik külön irodalmi nyelvvel is. 1920-ig a Muravidék és a Vendvidék oktatásában, sajtójában, sőt közigazgatásában használták. Ma az A regionális és kisebbségi nyelvek alapokmánya értelmében akár regionális nyelvnek is be lehetne sorolni, de sem Szlovéniában, sem Magyarországon nem tettek lépéseket ennek érdekében.

### Réziai
A réziai Olaszországban használatos. Szintén alakított ki - ugyan nem teljes - irodalmi formát, valamint lexikai és nyelvtani sajátosságai is nagy fokú eltéréseket mutatnak. A vendhez hasonlóan a réziait is elzártság alakította ki, amelyre hatást gyakoroltak az őt körülvevő újlatin nyelvek, mint az olasz, velencei és friuli nyelvek. Sajnos a réziai nyelv beszélőinek száma nem emelkedik másfélezer fölé, s nincs remény arra, hogy fennmaradhat. A regionális nyelvről szóló okmány értelmében szintén lehet akár ebbe a kategóriába sorolni, de ez még mindig nem történt meg. Ennek oka, hogy akár a réziai, akár a vend esetében ott a háttérben a szélsőséges, szlovénellenes politika. Ezért a szlovének úgy érzik, ha elismernék, hogy ez a két önállósult dialektus nyelv, akkor igazat adnának az ellenük ungorkodó szélsőségeseknek.